# Liste der Ramsar-Gebiete in Guatemala
Die Ramsar-Gebiete in Guatemala bestehen aus sieben Feuchtgebieten mit einer Gesamtfläche von 628.592 ha, die unter der Ramsar-Konvention registriert sind (Stand April 2022). Das nach dem Ort des Vertragsschlusses, der iranischen Stadt Ramsar benannte Abkommen ist eines der ältesten internationalen Vertragswerke zum Umweltschutz. In Guatemala trat die Ramsar-Konvention am 26. Oktober 1990 in Kraft.
Die Ramsar-Gebiete in Guatemala stellen Feuchtgebiete aus verschiedenen Ökosystemen dar und bestehen zum Beispiel aus  Mangrovensümpfen, tropischem Regenwald, Laubwäldern, Sandstränden, Marschland, Flüssen, Bächen, Süßwasser- und Brackwasserlagunen, Wattflächen, Teichen, Tümpeln und Küstenlinien.
Im Folgenden sind alle Ramsar-Gebiete in Guatemala alphabetisch aufgelistet.
| Nr. | Name des Gebiets                             | Bild | Ramsar-Gebietsnr. | Ausweisungs- datum | Fläche (ha) | Höhe (m) | Management- plan | Region                    | Lage                     |
| --- | -------------------------------------------- | ---- | ----------------- | ------------------ | ----------- | -------- | ---------------- | ------------------------- | ------------------------ |
| 1   | Eco–región Lachuá                            |      | 1623              | 24. Mai 2006       | 53523       |          | Ja               | Departamento Alta Verapaz | 15,88306° N, 90,66667° W |
| 2   | Manchón–Guamuchal                            |      | 725               | 25. Apr. 1995      | 13500       | 0–20     | Ja               | Departamento San Marcos   | 14,46667° N, 92,08306° W |
| 3   | Parque Nacional Laguna del Tigre             |      | 488               | 26. Juni 1990      | 335080      | 60–182   | Ja               | Departamento Petén        | 17,42797° N, 90,74988° W |
| 4   | Parque Nacional Yaxhá–Nakum–Naranjo          |      | 1599              | 2. Feb. 2006       | 37160       | 48–250   | Ja               | Departamento Petén        | 16,96361° N, 89,38861° W |
| 5   | Punta de Manabique                           |      | 1016              | 28. Jan. 2000      | 132900      | 0–18     | Ja               | Departamento Izabal       | 15,83306° N, 88,46667° W |
| 6   | Refugio de Vida Silvestre Bocas del Polochic |      | 813               | 20. März 1996      | 21227       | 2–7      | Ja               | Departamento Izabal       | 15,41667° N, 89,36667° W |
| 7   | Reserva de Usos Múltiples Río Sarstún        |      | 1667              | 22. März 2007      | 35202       | 0–400    | Ja               | Departamento Izaba        | 15,85° N, 88,96667° W    |